# Místní referendum v obci Věteřov v roce 2017
Obec Věteřov vedla dlouhodobě spor s přilehlými Strážovicemi o pozemky na Babím lomu. Šlo o to, že se čtyři domy funkčně napojené na Strážovice (včetně čísel popisných) nacházely v katastru Věteřova, navzdory tomu, že jejich vzdálenost od centra Věteřova po silnici vyšla asi na 7 kilometrů. Na základě změny zákona o obcích, účinné od roku 2016, totiž v situaci , kdy území obce nebo jeho část součástí katastrálního území jiné obce, vyzve Ministerstvo vnitra dotčené obce, aby ve lhůtě 1 roku uzavřely dohodu. Ministerstvo tak i učinilo, načež zastupitelstvo obce Věteřov vyhlásilo místní referendum, konkrétně na 26. 5. 2017. Otázka, o níž se rozhodovalo, zněla, zdali místní obyvatelé souhlasí se směnou pozemků, na kterých jsou dotčené domy, za jakékoliv jiné s obcí Strážovice.
Z 422 voličů se dostavilo 224 (54,7%), přičemž pro hlasovali pouze 3 a proti 221. Problém tedy vyřešen nebyl a rozhodnout dle zákona muselo Ministerstvo vnitra. To nakonec rozhodlo v neprospěch Strážovic, respektive obyvatel domů na dotčených pozemcích a jejich trvalé bydliště nadále setrvává v katastru obce Věteřov.